# Національний Пантеон Домініканської Республіки
18°28′30″ пн. ш. 69°52′59″ зх. д. / 18.475130555556° пн. ш. 69.883158333333° зх. д.
Національний Пантеон був побудований з 1714 по 1746 рік іспанцем Джеронімо Кезада і Гарсон і спочатку був церквою єзуїтів. Споруда побудована в неокласично-ренесансному стилі. Сьогодні споруда є національним символом Домініканської Республіки та місцем останнього спочинку найпочесніших громадян Республіки. 

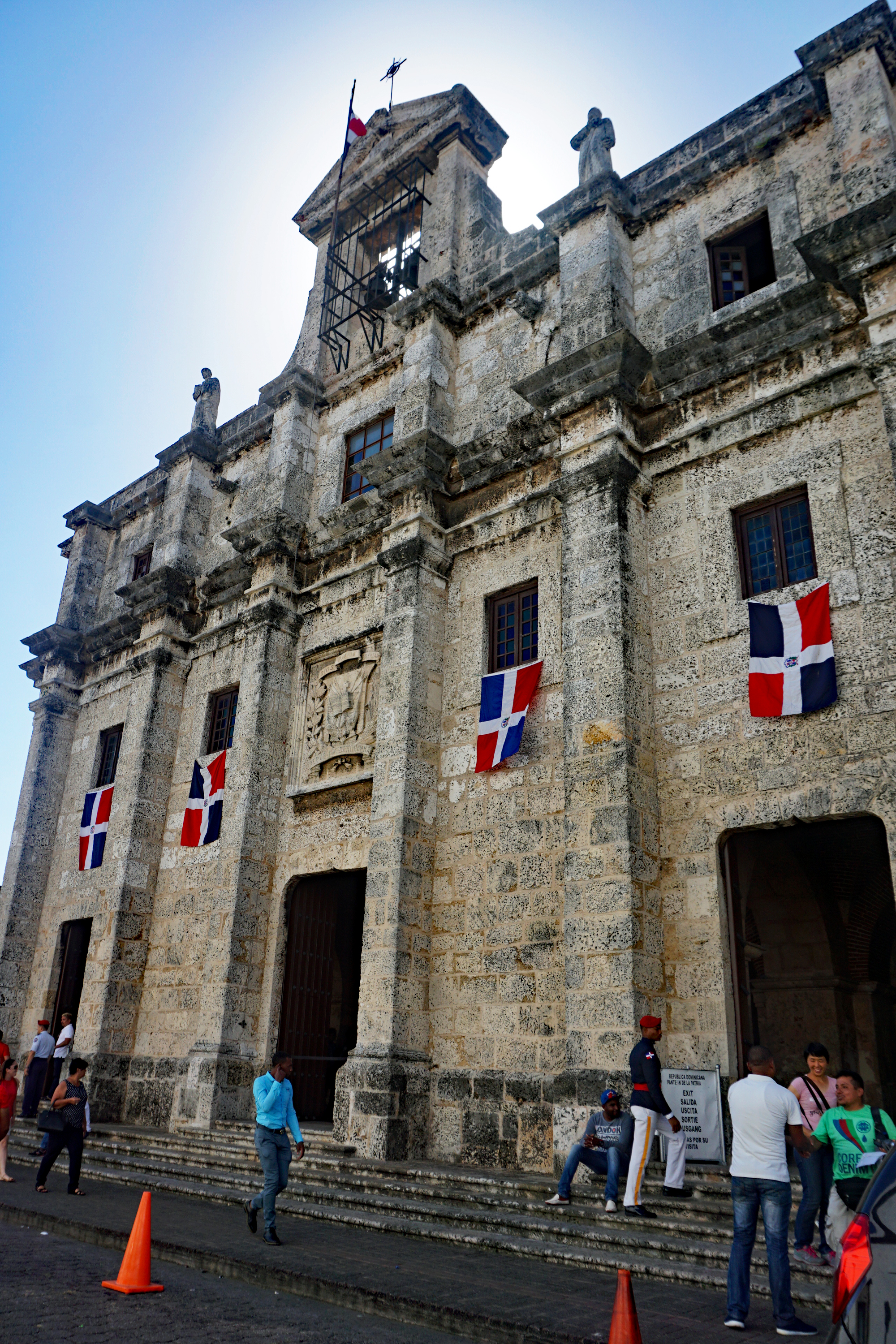
Вхід до пантеону

## Історія
Єзуїти проводили тут меси до 1767 року. Після 1767 року він використовувався як тютюновий склад, а потім як перший домініканський театр для суто мистецьких цілей товариством Amantes de las Letras у 1860 році до 1878 року, коли він став театром La Republicana, який діяв до 1917 року. До 1956 року тут розміщувалися урядові установи.
У 1956 році за наказом тодішнього диктатора Рафаеля Трухільйо іспанський архітектор Хав’єр Боррозо відреставрував будівлю, щоб вона служила новій меті національного мавзолею. Спочатку Трухільйо передбачав бути похованим у Національному пантеоні, але сьогодні це місце, де вшановують найвідоміших людей країни, серед інших вбивць Трухільйо.

## Поховані видатні люди
- Франциско Грегоріо Білліні – домініканський письменник, педагог і політик італійського походження.
- Консепсьйон Бона – вчителька дитячого садка, яка брала участь у розробці прапора Домініканської Республіки
- Педро Франциско Боно – італо-французький домініканець, політик, соціолог та інтелектуал
- Франциско Кааманьйо – домініканський військовий і політик, який обійняв пост президента Домініканської Республіки під час громадянської війни 1965 року.
- Хуан Баутіста Камбіасо – був дослідником італійського походження, адміралом і матросом Домініканського флоту.
- Антоніо Дюверже — домініканський генерал французького походження, який брав участь у Війні за незалежність Домініканської Республіки.
- Улісес Франсіско Еспайлат – домініканський письменник і президент.
- Фабіо Фіалло – домініканський письменник, поет, політик і дипломат
- Хосе Марія Кабрал – домініканський військовий і політик. Він був першим верховним вождем Домініканської Республіки
- Хосе Габріель Гарсія – домініканський військовий, історик, політик, журналіст і видавець.
- Франциско Енрікес-і-Карвахаль – лікар, юрист, письменник, педагог і президент Домініканської Республіки.
- Педро Енрікес Уренья – домініканський есеїст, філософ, гуманіст, філолог і літературний критик.
- Грегоріо Луперон — домініканський військовий генерал і президент.
- Еухеніо Марія де Хостос – пуерториканський педагог, філософ, юрист, прозаїк і борець за незалежність Пуерто-Рико.
- Хосе Нуньєс де Касерес – домініканський політик і письменник. Він відомий як єдиний президент Республіки Іспанська Гаїті
- Еміліо Пруд'Омм – франко-домініканець, відомий тим, що є автором слів домініканського національного гімну.
- Гаспар Поланко – домініканський військовий генерал і політик.
- Хуан Санчес Рамірес — домініканський солдат, який служив генерал-капітаном сучасної Домініканської Республіки.
- Хосе Руфіно Рейес і Сьянкас — домініканський композитор
- Беніньо Філомено де Рохас – був главою держави та президентом Домініканської Республіки
- Педро Сантана — домініканський військовий генерал, президент і 1-й маркіз Лас Каррерас.
- Сокорро Санчес дель Росаріо – домініканський педагог і журналіст. Вона була першою журналісткою-феміністкою країни.
- Марія Тринідад Санчес – домініканська бориця за свободу та героїня Домініканської війни за незалежність.
- Саломе Уренья – домініканська поетеса та рання прихильниця вищої освіти для жінок